# Lufttankning
Lufttankning (også in-flight refueling eller air-to-air refueling) er den disciplin hvor brændstof overføres fra et luftfartøj til et andet, mens begge er luftbårne.

## In-flight refueling
Lufttankning sker ved ferry flights, hvor et eller flere militærfly skal tilbagelægge længere afstande end deres tankkapacitet muliggør, eller ved kamphandlinger, hvor kampflyenes base ligge et stykke væk fra krigsskuepladsen, f.eks. ved luftangrebene over Irak, hvor flyene meget vel kunne starte fra baser i Tyskland. Da fløj en flåde af tankfly i fastlagte ruter i sikker afstand fra kampområdet, så jagerbombere m.m. kunne søge brændstof, når de var nået ned til mindstebeholdningen (bingo fuel). Kampflyenes maksimale startvægt begrænser bombelast og rækkevidde, men med lufttankning kan de lette med større bombelaster og halvtomme tanke – og opnå maksimal rækkevidde.

### Bomsystemet (Boom and receptacle)
USA's luftvåben benytter en 10-12 m lang bagudrettet bom på tankflyene. Bommen er forsynet med et par små vinger forneden, så den nemmere kan styres af en tankoperatør i tankflyet. Bommen ender i en studs der føres ind i en ventil (receptacle) på det modtagende fly (danske F-16 kan tankes af USAF tankfly). Disse tankfly kræver et ekstra besætningsmedlem; til gengæld kan de overføre store mængder af brændstof på kort tid da et rør kan sættes under større tryk end en slange. Dette er især nødvendigt ved lufttankning af store fly (B-52, C-5). Visse NATO-lande med amerikanskproducerede fly anvender boom and receptacle fx Koninklijke Luchtmacht.

### Kurvsystemet (Probe and drogue)
Alle andre anvender en løsthængende slange med en særlig ventil for enden. Denne ventil er monteret i en bagudvendt kurv ((engelsk):drogue = vindpose), der gør det nemmere for det tankende fly at ramme med sin tankprobe, der med studsen går i indgreb med kurvens ventil og åbner denne. Piloten på flyet, der skal tankes, har et vist spillerum, da slangen er fleksibel. Til gengæld tager tankningen længere tid grundet det lavere pumpetryk. Ved turbulens vil probe and drogue besværliggøres af slangens bevægelser.
Nogle helikoptere har – modsat den gængse opfattelse – faktisk mulighed for at lufttanke ved hjælp af probe and drogue. Her er det blot vigtigt at tankproben bliver skudt så langt fremad, at slangen fra tankflyet ikke ødelægges af rotorbladene. Tankflyet skal også kunne flyve relativt langsomt da helikopteres hastigheder er væsentligt lavere end fastvingeflys. KC-130 Hercules propelflyet fra US Marines kan flyve langsomt nok.

### Helicopter in-flight refueling (HIFR)
Ved Helicopter In-Flight Refueling (HIFR) vil en helikopter blive tanket op af et krigsskib, mens helikopteren er i luften (i hover). HIFR udføres hvis skibet ikke er udstyret med et helikopterdæk, eller fordi det er hurtigere end at lande. En brændstofslange fra skibet løftes op til helikopterens kabine via helikopterens hoist-arrangement. En flytekniker om bord vil optanke helikopteren gennem en intern tankstuds.
Både Flyvevåbnets EH-101-redningshelikoptere og Søværnets Lynx-helikoptere kan udføre HIFR. Alle større danske orlogsskibe kan stille HIFR-faciliteter til rådighed, også dem uden helikopterdæk.

## Statisk elektricitet
Tankfly og f.eks. jagerfly vil ofte have et forskelligt elektrostatisk potentiale. Kort før jagerflyet og tankflyets bom eller slange får fysisk kontakt, kan der springe store gnister, svarende til 10 kilovolt. Især propelfly som C-130 Hercules vil inducere statisk elektricitet, men også interkontinentale fly vil opbygge høje spændinger. På grund af fartvinden vil brændstofrester blive blæst væk imellem tankningerne og den tynde luft vil ligeledes umuliggøre brande. Ved HIFR derimod skal brændstofslangen jordes til helikopteren før tankning.

## Tankfly
De store tankfly er som regel ombyggede transportfly, men mindre fly kan også udstyres med droptanke og en pod med slange og kurv, så et tankfly kan sendes op fra et hangarskib for at give ventende fly ekstra brændstof til dækket er klar til at de kan lande. Et eksempel på mindre tankfly er KA-6 (en ombygget A-6 Intruder). 'K'-et er en forkortelse for Kerosene – petroleum, der er en væsentlig bestanddel af jetbrændstof.

### Eksempler på tankfly
- KC-707
- KC-135 Stratotanker
- KC-10 Extender
- KC-130 Hercules
- KC-767
- A330 MRTT, Multi Role Tanker Transport
- Il-78 Midas
- VC-10 K.1
- L-1011 Tristar K.1